# Miquel Coll Carreras
Miquel Coll Carreras (Maó, 1915- Palma, 9 de juny de 2008) fou un advocat menorquí. Es llicencià per la Universitat de Saragossa. L'any 1942 ingressà en el cos d'advocats de l'Estat, activitat que exercí a les Illes Balears fins al 1984. De 1954 a 1984 ocupà el càrrec d'advocat de l'Estat en cap a les Illes Balears. Estava adscrit a l'Il·lustre Col·legi d'Advocats de les Illes Balears des de 1944.
Durant els anys 60 va ser ponent als estudis que s'organitzaren a les Balears per adaptar el règim canari de cabildos insulars i mancomunitats a l'administració provincial de les illes. Participà en la Comissió de Juristes constituïda per redactar l'avantprojecte que va precedir la Compilació del dret civil especial de Balears. També fou membre de la Comissió de Juristes constituïda per designació del Ministeri de Justícia d'Espanya per reformar aquesta compilació, nomenament ratificat pel Consell General Interinsular de les Illes Balears, a proposta del Consell Insular de Menorca; així mateix, va ser coautor de l'avantprojecte que va servir per elaborar la llei balear de reforma d'aquesta compilació.
Fou president del Consell Consultiu de les Illes Balears per designació del Govern (1993) i, des de 2002, membre d'aquest Consell Consultiu a proposta del Parlament de les Illes Balears. En l'exercici d'aquest càrrec va protagonitzar actuacions polèmiques, com decidir sobre l'adjudicació de l'hospital de Son Espases quan per torn no li corresponia. Va ser també president de l'Acadèmia de Jurisprudència i Legislació de Balears des de la seva fundació (1988) fins a l'any 2000. Posteriorment, en va ser el president honorari. A més, fou acadèmic corresponent de la Reial Acadèmia de Jurisprudència i Legislació d'Espanya, i de l'Acadèmia Nacional de Dret i Ciències Socials de Córdoba (Argentina); va ser soci corresponent de l'Acadèmia Mexicana de Jurisprudència i Legislació, i acadèmic honorari de la Reial Acadèmia de Jurisprudència i Legislació de Granada.
Va ser distingit amb la Insígnia d'Or de l'Il·lustre Col·legi d'Advocats de Balears i condecorat amb la Gran Creu del Mèrit Civil (1982). El 2004 va rebre el Premi Ramon Llull. El maig de 2007 fou imputat en el cas de corrupció de l'ajuntament d'Andratx (Operació Vora Mar - Cas Andratx) i interrogat per la guàrdia civil, cosa que va provocar una recaiguda en el seu estat de salut. No obstant això, les actuacions incoades contra ell s'arxivaren el setembre de 2007.